# Pista Armeni
La Pista Antonio Armeni è un palazzo dello sport di Follonica in provincia di Grosseto.
Il palasport è utilizzato dal Follonica per la disputa delle partite casalinghe; l'impianto è conosciuto anche come Capannino.

## Storia e struttura
L'impianto si trova in Via Sanzio, ed è considerato uno dei migliori campi d'Italia per quel che riguarda l'hockey su pista, grazie alle piastrelle in graniglia che costituiscono il fondo di gioco.
La dimensione del rettangolo da gioco è di 20x40 metri, e la capienza complessiva dell'impianto si aggira attorno ai 1500 posti.
Solo in particolari occasioni in cui il "Capannino" sarebbe stato palesemente inadeguato per il numero di tifosi accorsi, come la vittoria della terza Coppa Italia e la storica vittoria della Coppa Intercontinentale, è stato utilizzato il Palazzetto dello Sport "PalaGolfo", intitolato alla memoria del giocatore Raul Micheli, rappresentante indimenticabile dell'hockey follonichese in Italia, e dell'hockey italiano nel Mondo.

## Eventi ospitati
- Campionati europei Under-20: 1988, 1990 e 2002.
- Final eight Coppa Italia: 2014-15, 2016-17 e 2017-18.